# Conus ziczac
Conus ziczac is een in zee levende slakkensoort uit het geslacht Conus. De slak behoort tot de familie Conidae. Conus ziczac werd in 1816 beschreven door Mühlfeld. Net zoals alle soorten binnen het geslacht Conus zijn deze slakken roofzuchtig en giftig. Zij bezitten een harpoenachtige structuur waarmee ze hun prooi kunnen steken en verlammen.